# تحليل حركة البيانات
تحليل حركة الاتصال المرورية هي عملية اعتراض وفحص الرسائل من أجل استنباط المعلومات من أنماط الاتصال، والتي يمكن تنفيذها حتى لو كانت الرسائل مشفرة. بشكلٍ عام، كلما زاد عدد الرسائل التي يتم فحصها، أو حتى التي يتم اعتراضها وتخزينها، كلما زادت كمية المعلومات المستخرجة من حركة الاتصال المرورية. يمكن استخدام هذا التحليل في الاستخبارات العسكرية، أو الاستخبارات المضادة، أو تحليل نمط الحياة، وهو مصدر قلق في مجال أمن الحاسوب.
قد يتم دعم مهام تحليل حركة الاتصال المرورية من قبل برامج الحاسوب الرقمية. وقد تتضمن تقنيات تحليل حركة المرور المتقدمة أشكالاً مختلفة من عمليات تحليل الشبكات الاجتماعية.

## كسر سرية الشبكات
يمكن استخدام آلية تحليل حركة الاتصال المرورية لكسر الهوية السرية للشّبكات المجهولة، كما يحدث على سبيل المثال مع برنامج تور. هناك آليتان لهجوم تحليل حركة الاتصال المرورية، السلبي والنشط.
1. في طريقة التحليل السلبي لحركة الاتصال المرورية، يستخرج المخترق خصائص من حركة الاتصال المرورية بتدفق معين على أحد جانبي الشبكة ويبحث عن تلك الخصائص على الجانب الآخر منها.
2. في طريقة تحليل حركة الاتصال المرورية النشطة، يغير المخترق توقيت حزم التدفق وفقاً لنمطٍ معين ويبحث عن هذا النمط على الجانب الآخر من الشبكة؛ وبالتالي، يمكن للمخترق ربط التدفقات بين الجانبين في الشبكة لكشف هويتها السرية. على الرغم من أنّ ذلك يضيف ضوضاء نابعة من التوقيت إلى حزم التدفق، هناك طرق تحليل حركة نشطة تُخفف بقوة من هذه الضوضاء.

## الاستخبارات العسكرية
في السياق العسكري، يعد تحليل حركة الاتصال المرورية جزءاً أساسياً من استخبارات الإشارات، ويمكن أن يكون مصدراً للمعلومات حول نوايا وحركات الهدف. تشمل هذه الأنماط ما يلي:
1. الاتصالات المتكررة - يمكن أن تدل على التخطيط
2. الاتصالات السريعة والقصيرة - يمكن أن تدل على المفاوضات
3. النقص في الاتصالات - يمكن أن يدل على نقصٍ في النشاط، أو إكمال الخطة النهائية
4. الاتصالات المتكررة الموجهة من محطة مركزية إلى محطات محددة - يمكن أن يُسلط الضوء على سلسلة القيادة الإدارية
5. من يتحدث مع من – يمكن أن يدل على المحطات «المسؤولة» أو «محطة التحكم» الخاصة بشبكة معينة. كما يمكن أن يشير ذلك لمعلوماتٍ عن الموظفين العاملين في كل محطة
6. من يتحدث متى – يمكن أن يدل على المحطات النشطة في حدثٍ معين، مما قد يشير إلى المعلومات التي يتم تمريرها وربما شيء عن الموظفين/الوصول فيما يتعلق ببعض المحطات.
7. من يغير الاتصال من محطة إلى أخرى، أو وسط إلى آخر – يمكن أن يدل على حدوث حركة، خوفاً من اعتراض الاتصال.
هناك علاقة وثيقة بين تحليل حركة الاتصال المرورية وتحليل الشِفرات. غالباً ما يتم تشفير رموز النداء والعناوين، مما يتطلب مساعدةً في تحديدها. يمكن أن يكون حجم حركة المرور في كثير من الأحيان علامة على أهمية المرسل إليه، مع إعطاء تلميحات على الأهداف أو الحركات المعلقة لمحللي الشِفرات.

## أمان تدفق حركة الاتصالات المرورية
يعني أمان تدفق المرور استخدام التدابير التي تخفي وجود وخصائص الرسائل الصالحة على الشبكة لمنع تحليل حركة المرور. يمكن القيام بذلك عن طريق الإجراءات التشغيلية أو عن طريق الحماية النابعة من الخصائص الكامنة في بعض معدات التشفير. تشمل الأساليب المستخدمة ما يلي:
1. تغيير رموز النداء الراديوية بشكلٍ متكرر
2. تشفير عناوين إرسال واستقبال الرسائل (رسائل ذات عناوين مشفرة)
3. إشغال الدائرة في جميع الأوقات أو أغلبها عن طريق إرسال حركة اتصال مرورية زائفة
4. إرسال إشارة مشفرة مستمرة، سواء كان يتم بث حركة الاتصال المرورية أو لا. يسمى هذا أيضاً إخفاء أو تشفير الرابط.
يُعتبر أمان تدفق حركة الاتصال المرورية أحد جوانب أمن الاتصالات.

## أمثلة

### الحرب العالمية الأولى
1. لاحظ المحللون البريطانيون في الحرب العالمية الأولى أنّ رمز النداء لنائب الأدميرال راينهارد شير، قائد الأسطول المعادي، قد تم نقله إلى محطة برية. نفى أدميرال أسطول بيتي، الذي لم يكن على علمٍ بتغير شير رموز النداء عند مغادرة الميناء، أهميتها وتجاهل محاولات المحللين من الغرفة 40 توضيح هذه النقطة. انطلق الأسطول الألماني للهجوم، لكن  البريطانيين تأخروا في لقائهم في معركة جوتلاند. لو تم أخذ تحليل حركة الاتصال المرورية على محمل الجد، لكان أداء البريطانيين تحسن على الأرجح عن مجرد «التعادل» في المعركة مع الألمان.
2. أقامت الاستخبارات العسكرية الفرنسية، التي شكلها إرث كيركهوفز، شبكة من محطات الاعتراض في الجبهة الغربية في فترة ما قبل الحرب. عندما عبر الألمان الحدود، استخدم الفرنسيون وسائل مُخادعة لتحديد الاتجاه استناداً إلى شدة الإشارة التي تم اعتراضها. كما مكّنهم تسجيل جميع رموز النداء وحجم حركة الاتصال المرورية من تحديد المجموعات القتالية الألمانية والتمييز بين سلاح الفرسان سريع الحركة والمُشاة الأبطأ.

### الحرب العالمية الثانية
1. في أوائل الحرب العالمية الثانية، كانت حاملة الطائرات إتش.أم.أس غلوريوس تقوم بإجلاء الطيارين والطائرات من النرويج. كشف تحليل حركة الاتصال المرورية عن إشاراتٍ على تحرك سفينتي شارنهورست وجنييسناو نحو بحر الشمال، لكن الأميرالية رفضت التقرير باعتباره غير مثبت. لم يتمتع قائد سفينة غلوريوس بالحذر الكافي، وفوجئ نتيجةً ذلك بهجومٍ أدى إلى غرق سفينته. قال هاري هينسلي، مسؤول الاتصال بشركة بلتشلي بارك للأميرالية، في وقت لاحق أنّه تم أخذ تقاريره من محللي المرور بجدية أكبر بعد ذلك.
2. أثناء التخطيط والتدريب على الهجوم على بيرل هاربور، كانت حركة اتصال مرورية قليلة جداً عبر الراديو مُعرضة للاعتراض. كانت السفن والوحدات والأوامر المعنية جميعها في اليابان وعلى اتصال بالهاتف أو البريد السريع أو مصباح الإشارة أو حتى العلم. لم يتم اعتراض أي من حركات الاتصال المرورية هذه، ولم يجري تحليلها.
3. لم يجري إرسال عددٍ غير طبيعي من الرسائل خلال جهود التجسس ضد بيرل هاربور قبل شهر ديسمبر؛ فقد تم استدعاء السفن اليابانية بشكل منتظم في هاواي وكانت الرسائل تُحمل على متنها من قبل الموظفين القنصليين. كانت سفينة واحدة على الأقل تحمل بعض ضباط المخابرات البحرية اليابانية. لم يكن من الممكن تحليل تلك الرسائل. ومع ذلك، اقترح أنّ حجم الحركة الدبلوماسية من وإلى بعض المحطات القنصلية قد يكون أشار إلى أماكن استهداف تَهم اليابان، والذي ربما يكون قد اقترح مواقع لتركيز جهود تحليل حركة الاتصال المرورية وفك التشفير.
4. أبحرت قوات الأميرال ناجومو للهجوم على بيرل هاربور في صمتٍ لاسلكي، حيث تم إغلاق أجهزة الراديو الخاصة بها. من غير الواضح ما إذا كان هذا قد خدع الولايات المتحدة؛ فلم تتمكن استخبارات أسطول المحيط الهادئ من تحديد مواقع السفن اليابانية في الأيام التي سبقت مباشرةً الهجوم على بيرل هاربور.
5. قامت القوات البحرية اليابانية بإجراء ألاعيب إذاعية لمنع تحليل حركة الاتصال المرورية مع قوات الهجوم بعد أن أبحرت في أواخر شهر نوفمبر. قام مشغلوا الراديو العاملونّ عادةً في السفن، بالبثّ من المياه اليابانية الداخلية، مما أشار إلى أنّ السفن كانت لا تزال بالقرب من اليابان.